# Lifeline Express

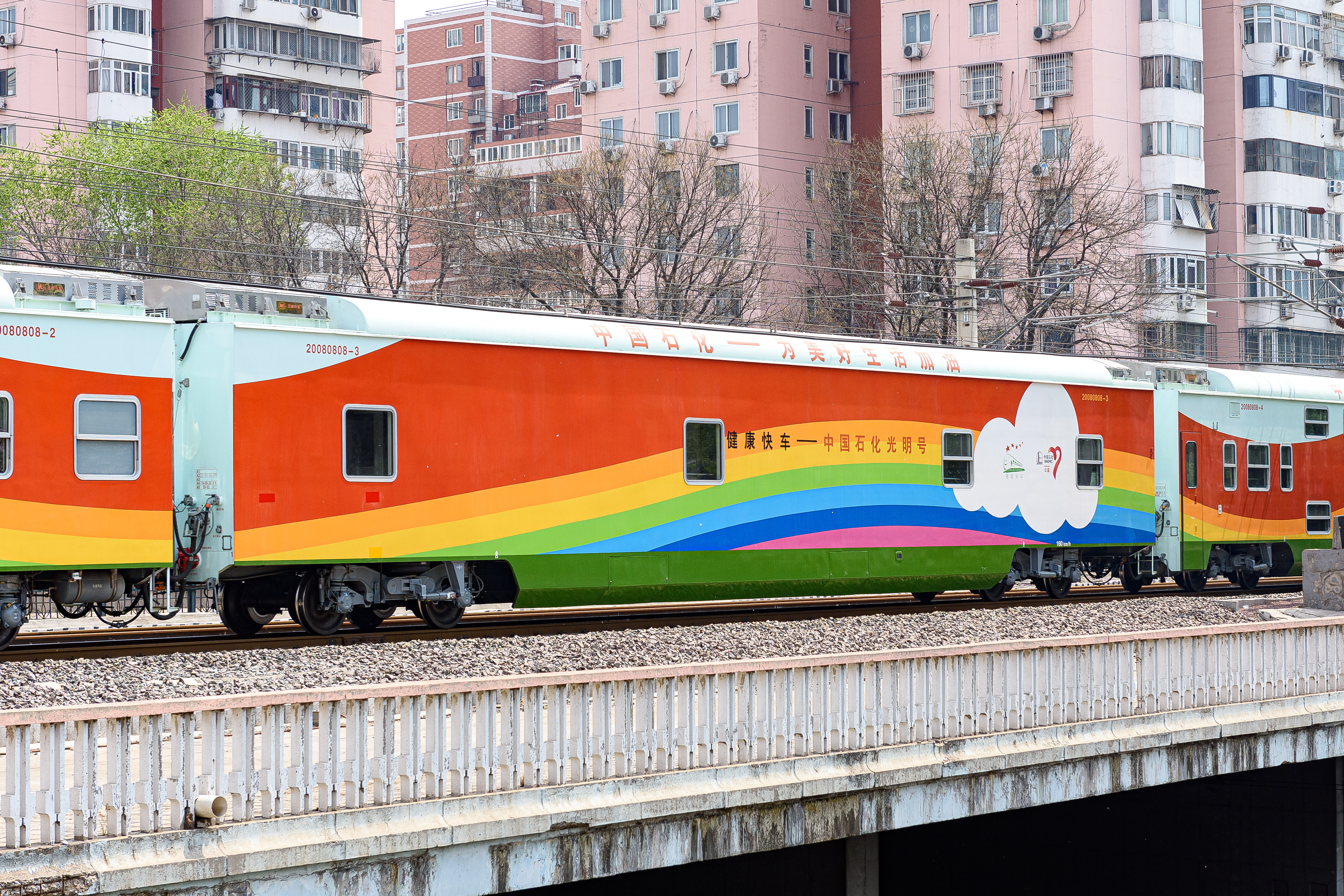
Lifeline Express 20080808

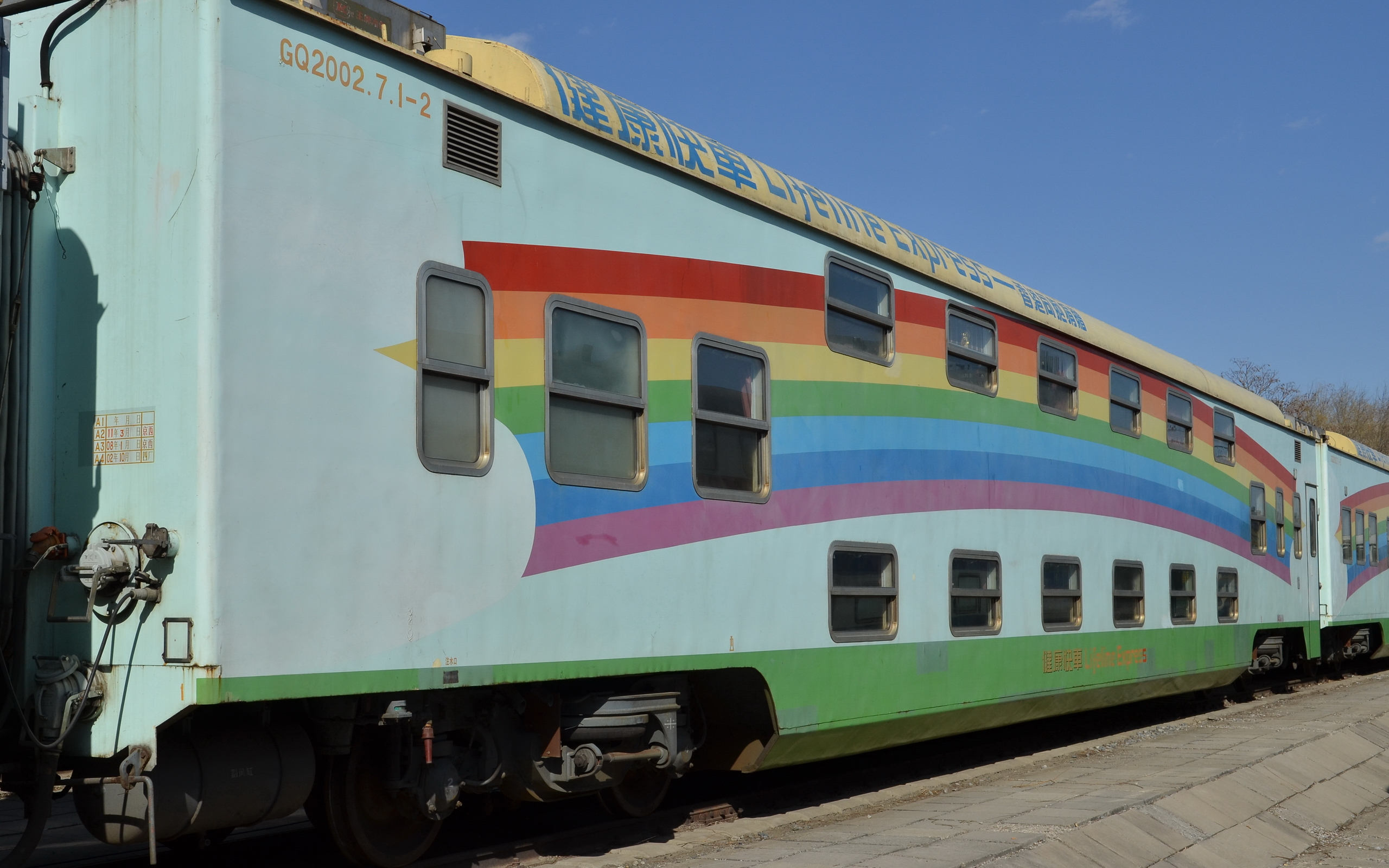
Doppelstockwagen des Lifeline Express

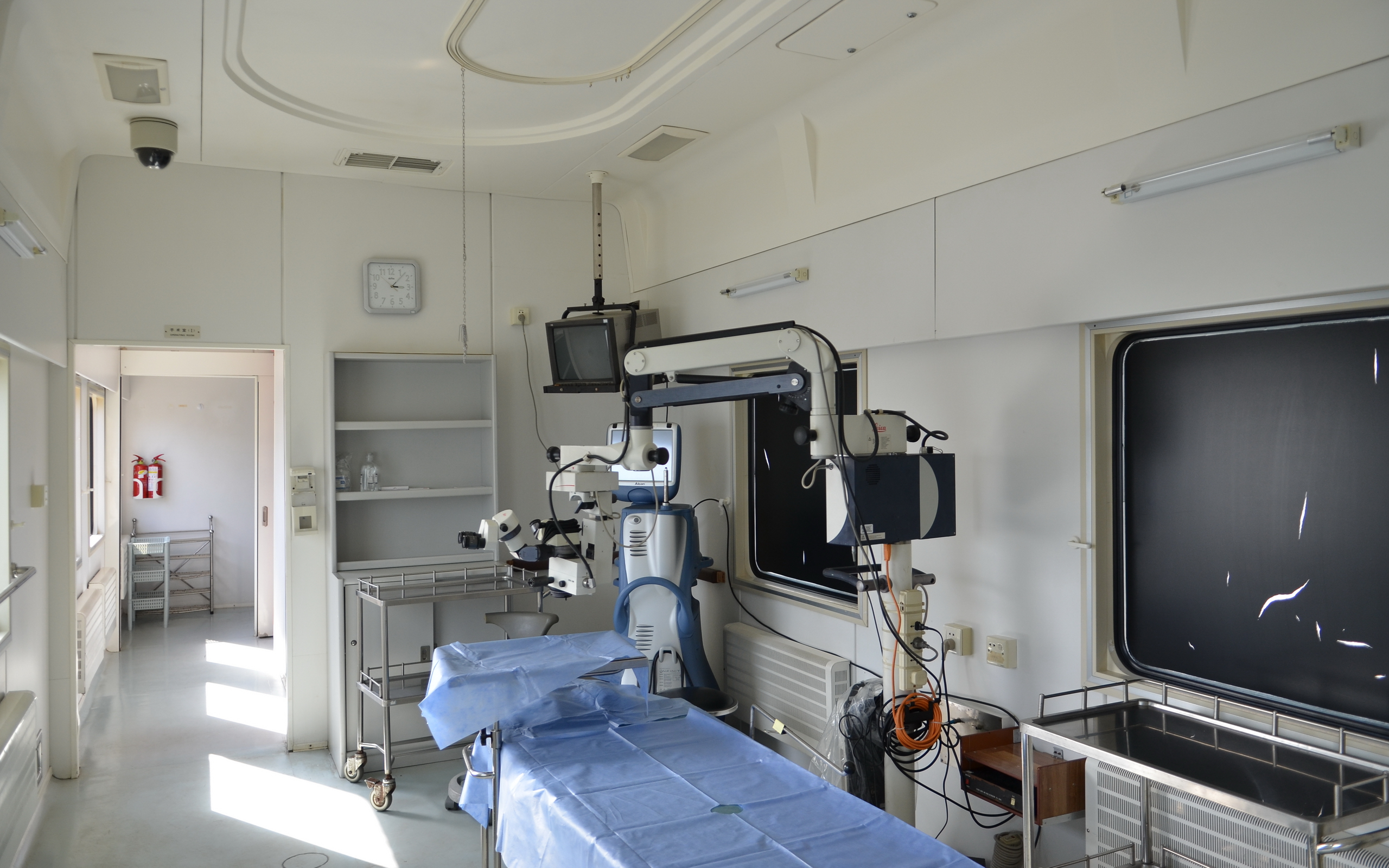
Operationssaal im Lifeline Express

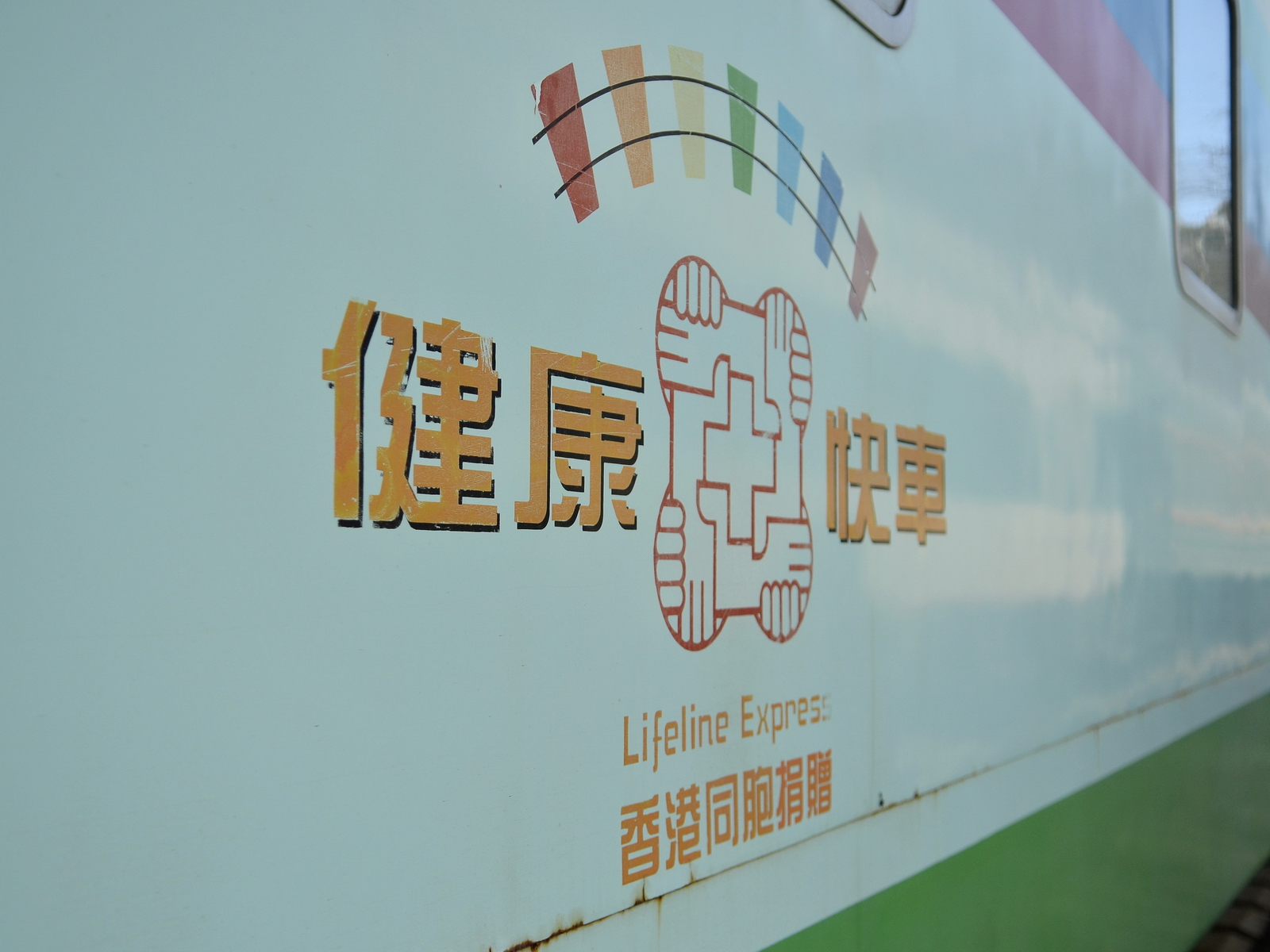
An der Seitenwand eines Wagens aufgebrachtes Logo

Als Lifeline Express werden vier in der Volksrepublik China betriebene Zuggarnituren aus umgebauten Reisezugwagen bezeichnet, die der Behandlung von Grauem Star dienen.

## Hintergrund
Schätzungen zufolge sind in der Volksrepublik China vier Millionen Menschen an grauem Star erkrankt – insbesondere in den ländlichen Gebieten, wo in der Landwirtschaft tätige Arbeiter hoher Sonneneinstrahlung bei gleichzeitig schlechten hygienischen Bedingungen ausgesetzt sind. Die Behandlung von grauem Star ist nicht kostenintensiv, für die Bewohner von abgelegenen Gebieten ist es aber schwierig, Krankenhäuser zu erreichen, die eine solche Behandlung vornehmen können. Das chinesische Schienennetz reicht hingegen bis in alle Provinzen der Volksrepublik China. Die Verlagerung von medizinischer Einrichtung in einen Eisenbahnzug ermöglicht es, die Augenkrankheit auch dort zu behandeln, wo keine stationäre Infrastruktur vorhanden ist. Vorbild für den chinesischen Lifeline Express ist der Jeevan Rekha Express aus Indien, der seit 1991 im Einsatz ist.

## Betrieb
1997 wurde die erste Garnitur des Lifeline Express durch eine zu diesem Zweck von der Hongkonger Politikerin Nellie Fong gegründete Stiftung in Betrieb genommen. Der Lifeline Express ist eines von rund 70 Projekten, bei denen die chinesische Regierung steuerliche Vorteile für Spender gewährt. Durch das auf diese Weise erhaltene Geld wurden 1999, 2002 und 2009 weitere Garnituren eingerichtet, sodass heute vier Lifeline Express-Züge zur Verfügung stehen, unter denen sich auch Doppelstockwagen befinden.
Eine Lifeline Express-Garnitur wird jeweils für mehrere Monate an einem vorher bekanntgegebenen Ort stationiert und ermöglicht in dieser Zeit die kostenlose Behandlung der Bevölkerung. Hierzu ist jeder Zug mit zwei Operationssälen, Betten für kürzlich operierte Patienten, einem Konferenzraum und Wohnabteilen für die im Lifeline Express tätigen Ärzte ausgestattet. In den ersten 15 Jahren wurden so 130.000 Menschen behandelt.